# Дубище (Вілейський район)
Дубище (біл. вёска Дубішче) — село в складі Вілейського району Мінської області, Білорусь. Село підпорядковане Осиповицькій сільській раді, розташоване в північній частині області.